# Telescopi de Galileu

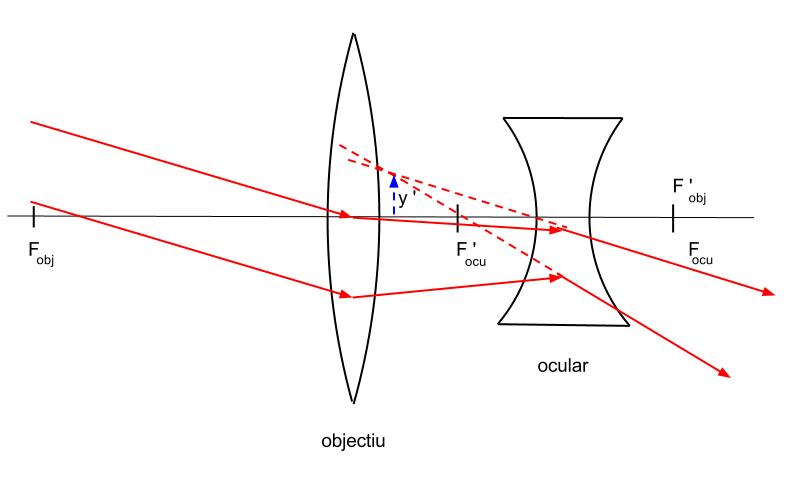
Diagrama de rajos del telescopi de Galileu

El telescopi de Galileu és un tipus de telescopi que ofereix una imatge dreta dels objectes, al contrari del que succeeix amb el telescopi refractor, per tant és més convenient per observar objectes situats sobre la Terra. Aquest telescopi, el primer que va emprar una combinació de lents, utilitza una lent convergent de gran distància focal a l'objectiu i una lent divergent de distància focal petita a l'ocular, de manera que el focus imatge de la primera lent coincideix amb el focus objecte de la segona.
Aquesta col·locació de les lents provoca que la imatge de l'objectiu no arribi a formar-se: els rajos reals formarien la imatge més enllà de la segona lent. Així, aquests rajos, en trobar-se la lent divergent divergeixen i formen una imatge a l'ocular que és virtual, dreta i major. A més aquesta imatge se forma a prop de l'ull, augmentant l'angle de visió. Tot i que aquest sistema òptic rep el nom de telescopi de Galileu, perquè Galileo Galilei el popularitzà i millorà el seu rendiment, els seus inventors són dos fabricants de lents de Middelburg al Comtat d'Holanda, Hans Lippershey i Zacharias Jansen.
El telescopi més potent de Galileu, amb una longitud total de 980 mil·límetres va augmentar els objectes unes 30 vegades. A causa de defectes en el seu disseny, com la forma de l'objectiu i l'estret camp de visió, les imatges eren borroses i distorsionades. Malgrat aquests defectes, el telescopi encara era prou bo perquè Galileu explorés el cel. L'utilitzava per veure els cràters de la Lluna, les quatre llunes més grans de Júpiter, i les fases de Venus.